# Orquestra Sinfônica Nacional de Taiwan
A Orquestra Sinfônica Nacional de Taiwan (português brasileiro) ou Orquestra Sinfónica Nacional de Taiwan (português europeu) foi fundada em 1945 e é a orquestra mais antiga do país, baseia-se em Wufong, Taichung.

## Maestro principal
- Chiu Chun-chiang (2006)

## Diretores gerais
- Tsai Chih-kue
- Wang Shin-chi
- Day Tsuei-lung
- Shin Wei-liang
- Deng Han-chin
- Chen Tscheng-Hsiung
- Su Chung
- Ko Chi-liang
- Liu Shuan-yung